# Liste des îles de Colombie
| Fuerte Gorgona Malpelo Petrel Providencia Quitasueño Rosaire Salamanca San Andrés Santa Catalina Serranilla Serrana San Bernardo Tierra Bomba Tortuguilla Albuquerque Roncador |

Voici une liste des îles de la Colombie.

## Mer des Caraïbes
- San Andrés, Providencia et Santa Catalina
  - Albuquerque (es)
  - Bajo Nuevo ou Petrel
  - Providencia
  - Quitasueño (es)
  - Roncador
  - San Andrés
  - Santa Catalina
  - Serrana
  - Serranilla
- Archipel San Bernardo
  - Boquerón (en)
  - Cabruna (es)
  - Ceycén (es)
  - Mangle (en)
  - Maravilla (es)
  - Múcura (en)
  - Palma (en)
  - Panda (en)
  - Santa Cruz del Islote
  - Tintipán
- Îles du Rosaire
  - Arena
  - Caribarú
  - Grande (es)
  - Marina (es)
  - Roberto (es)
  - Rosario
  - Tesoro (es)
- Tierra Bomba
- Fuerte
- Tortuguilla

## Océan Pacifique
- Île Gorgona
- Île de Malpelo

## Îles fluviales
- Salamanca